# Słoneczna polityka

Flaga Zjednoczenia

Słoneczna polityka (kor. 햇볕정책, MCR: Haetbyŏtjŏngch’aek, MOE: Haetbyeotjeongchaek) – polityka Korei Południowej względem Korei Północnej, polegająca na poprawie stosunków dwustronnych i wciąganiu Korei Północnej do współpracy polityczno-gospodarczej.

## Założenia

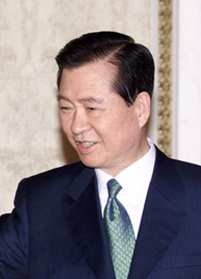
Prezydent Korei Południowej Kim Dae-jung

Słoneczna polityka została wprowadzona w życie przez prezydenta Kim Dae-junga, który został wybrany na ten urząd w grudniu 1997 roku. Nowa polityka miała na celu działania w zakresie dyplomacji, polityki i gospodarki, które w wieloletniej perspektywie miały poprzez interakcje gospodarcze i społeczne umożliwić zjednoczenie obu państw. W celu realizacji tego planu ułatwiono działanie przedsiębiorstw prywatnych w Korei Północnej, Południe zobowiązało się natomiast do udzielania pomocy humanitarnej w celu przezwyciężenia klęski głodu.

## Rozwój wzajemnych relacji

Flaga Korei Południowej

Flaga Korei Północnej

W ramach budowy wzajemnych relacji 11 kwietnia 1998 roku rozpoczęły się w Pekinie międzykoreańskie rozmowy na szczeblu wiceministerialnym, które zakończyły się 3 lipca z powodu stanowczego stanowiska Północy w sprawie łączenia rodzin. Za najważniejszy moment słonecznej polityki jest uznawane spotkanie prezydenta Kim Dae-junga i przywódcy Północy Kim Dzong Ila w Pjongjangu 13–15 czerwca 2000 roku.
Po spotkaniu wydane zostało wspólne oświadczenie o dążeniu do zjednoczenia na zasadzie kompromisu między południowokoreańską koncepcją konfederacji i północnokoreańską koncepcją luźnej federacji, pomocy humanitarnej, odbudowy wzajemnego zaufania przez współpracę gospodarczą, kulturalną, sportową i w zakresie ochrony zdrowia. W ramach późniejszych rozmów na niższym szczeblu uzgodniono przywrócenie połączeń drogowych i kolejowych, zainicjowano także spotkania rodzin zamieszkujących po dwóch stronach granicy, przygotowano pole do południowokoreańskich inwestycji na Północy (Kaesŏng), a dodatkowo ustalono wspólny przemarsz reprezentacji obu krajów na ceremonii otwarcia Igrzysk Olimpijskich w Sydney. W tym okresie Południe popierało przyjęcie Północy do instytucji międzynarodowych.

## Kryzysy
Pomimo prób ocieplenia stosunków, Korea Północna dopuszczała się nadal prowokacji, m.in. na wodach południowokoreańskich odkryto północnokoreański szpiegowski okręt podwodny (1998), doszło też do starcia jednostek morskich okrętów obu państw na spornych wodach (1999). Po objęciu w Stanach Zjednoczonych rządów przez George’a Busha i ogłoszeniu przez niego rewizji polityki względem Korei Północnej doszło też do pogorszenie stosunków między obiema Koreami, m.in. zaczęły występować przerwy w kontaktach dyplomatycznych, a w połowie 2002 roku miało miejsce poważne starcie okrętów obu Korei. Pomimo problemów starano się utrzymać dobre stosunki, kontynuując dotychczasowe inicjatywy. Dotychczasową politykę względem Północy kontynuował także po 2002 roku nowy prezydent Południa, Roh Moo-hyun.
W połowie 2004 roku bezpośrednie rozmowy wojskowe przyniosły porozumienie w sprawie zmniejszenia ryzyka przypadkowych starć morskich dzięki decyzji o utworzeniu bezpośredniej łączności radiowej, gorącej linii telefonicznej, wymianie informacji o działaniach własnych sił i demontażu elementów służących celom propagandy transgranicznej. Kolejnym problemem była kwestia północnokoreańskiego programu atomowego, która w 2004 roku spowodowała zawieszenie dwustronnych relacji na rok. Ponowne pogorszenie relacji na tym samym tle nastąpiło w 2006 roku, ponownie po roku stosunki uległy pewnej poprawie. Pod koniec 2007 roku odbyło się spotkanie przywódców obu krajów, na którym zapowiedziano zwołanie konferencji pokojowej mającej oficjalnie zakończyć wojnę koreańską.

## Zakończenie polityki współpracy

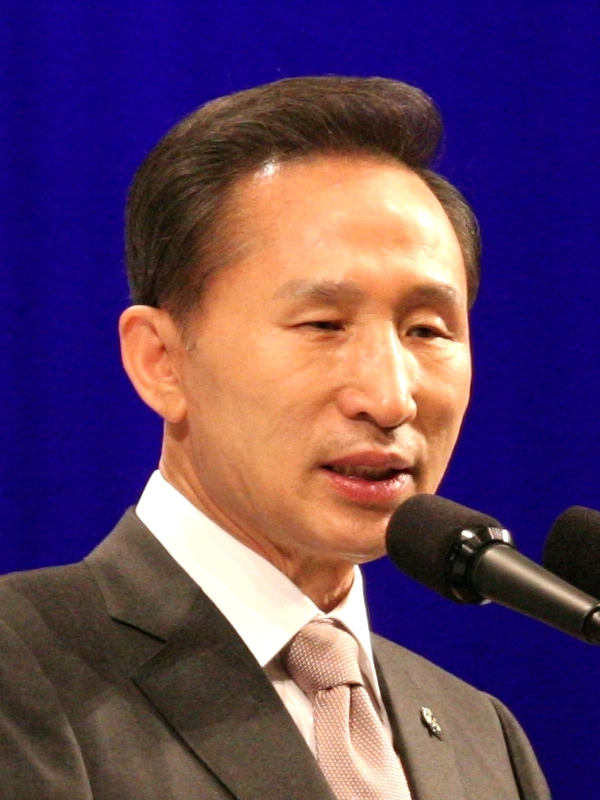
Prezydent Południa Lee Myung-bak

Końcem słonecznej polityki było zwycięstwo wyborcze Lee Myung-baka, który odszedł od dotychczasowej strategii wciągania Północy do współpracy przy jednoczesnych zapowiedziach zacieśnienia sojuszu ze Stanami Zjednoczonymi, jednocześnie Lee uzależnił dalszą współpracę od denuklearyzacji Korei Północnej. Oznaczało to gwałtowne pogorszenie wzajemnych stosunków i zamknięcie wszystkich dotychczasowych inicjatyw zjednoczeniowych.

## Krytyka
Idea słonecznej polityki od chwili ogłoszenia napotykała opór w środowiskach konserwatywnych, a kilka lat po jej zakończeniu była już powszechnie krytykowana. Pod koniec pierwszej dekady XXI wieku południowokoreańska prasa podsumowała koszty tych działań w latach 1998–2008 i wyliczyła, że wyniosły one 2,98 mld dolarów, czyli więcej niż pomoc chińska w tym samym okresie (1,9 mld dolarów). Środki przeznaczano głównie na rozwój wymiany handlowej, turystykę, spotkania rozdzielonych rodzin i uruchomienie strefy przemysłowej w Kaesŏng. Według przeciwników polityki zbliżenia z Północą, środki te zasiliły w efekcie program zbrojeniowy Korei Północnej. Krytykowane są także efekty przedstawiania Północy w sposób pozytywny. Według przeciwników polityki zbliżenia efektem tego jest spadek wśród osób w wieku szkolnym wiedzy na temat historii stosunków międzykoreańskich i nie postrzeganie przez sporą część uczniów Północy jako państwa niebezpiecznego.
W grudniu 2010 roku południowokoreańskie Ministerstwo ds. Zjednoczenia wydało białą księgę podsumowującą słoneczną politykę i określającą ją jako niepowodzenie.
Odejście przez Południe od słonecznej polityki zostało natomiast skrytykowane w chińskich mediach.